# (444745) 2007 JF43
(444745) 2007 JF43, também escrito como (444745) 2007 JF43, é um objeto transnetuniano que está localizado no Cinturão de Kuiper, uma região do Sistema Solar. Este corpo celeste é classificado como um plutino, pois, o mesmo está em uma ressonância orbital de 2:3 com o planeta Netuno. Ele possui uma magnitude absoluta de 5,5 e tem um diâmetro estimado de cerca de 350 km. O astrônomo Mike Brown lista este objeto em sua página na internet como um candidato a possível planeta anão.

## Descoberta
(444745) 2007 JF43 foi descoberto no dia 10 de maio de 2007 no Observatório Palomar.

## Órbita
A órbita de (444745) 2007 JF43 tem uma excentricidade de 0,182 e possui um semieixo maior de 39,452 UA. O seu periélio leva o mesmo a uma distância de 32,286 UA em relação ao Sol e seu afélio a 46,618 UA.